# Def2shoot
Def2shoot était une société française d'effets spéciaux, spécialisée dans la synthèse d'image pour le cinéma, la télévision, [a publicité et l'animation.
Le 28 juin 2007 elle est placée en redressement judiciaire. Le 18 avril 2008 elle fait l'objet d'un plan de cession et elle est radiée le 24 septembre 2015.
En 2008 les actifs ont été repris par la société Hiventy le Hub,.

## Longs métrages

### En salles en2013
- Weekend of a Champion de Roman Polanski
- Hôtel Normandy de Charles Nemes
- Les Jeux des nuages et de la pluie de Benamin de Lajarte
- La Vénus à la Fourrure de Roman Polanski
- Au bout du conte d'Agnès Jaoui
- Passion de Brian De Palma
- Max de Stéphanie Murat

### En salles en2012
- De l'autre côté du Periph
- La stratégie de la poussette
- Mes Héros
- Comme des Frères
- Après Mai
- Dans la maison de François Ozon
- Vous n’avez encore rien vu
- Camille Redouble de Noémie Lvovsky
- Cherchez Hortense de Pascal Bonitzer
- Le Guetteur
- Du vent dans mes mollets
- Les Kaïra
- Adieu Berthe
- Journal de France
- Sur la route de Walter Salles
- La Rizière
- Dépression et des potes
- La Martinique aux Martiniquais de Camille Mauduech
- Le Prénom
- À l'aveugle
- La mer à boire

### En salles en2011
- Carnage
- Bienvenue à bord
- De bon matin
- RIF
- My Little Princess
- Où va la nuit
- Voir la mer
- La Lisière
- Titeuf
- Rien à déclarer
- Rio Sex Comedy

### En salles en2010
- Severn, La voix de nos enfants de Jean-Paul Jaud
- Pauline et François
- No et moi
- L'Empire du milieu du Sud de Jacques Perrin et Éric Deroo
- 600 Kilos d’or pur
- Carlos
- Donnant donnant
- Bébés
- Mumu
- Une exécution ordinaire
- The Ghost Writer
- Océans

### En salles en2009
- Un homme et son chien
- Bambou de Didier Bourdon
- Les herbes folles
- Je suis heureux que ma mère soit vivante
- Le séminaire

## Courts métrages
- A Therapy
- Maman
- Le danseur
- La baie des saintes
- Shérazade

## Télévision
- Main courante
- Mafiosa 4
- Une famille formidable
- I love Périgord
- Mes 2 amours
- Roses à crédit
- Les Ripoux anonymes
- Un singe sur le dos

## Films et séries télévisées d'animation
- Soulman
- Yona Yona Penguin
- Peur(s) du Noir
- Gullia
- Gecko
- LightFields
- Bravo Gudule